# Lex van Kreuningen

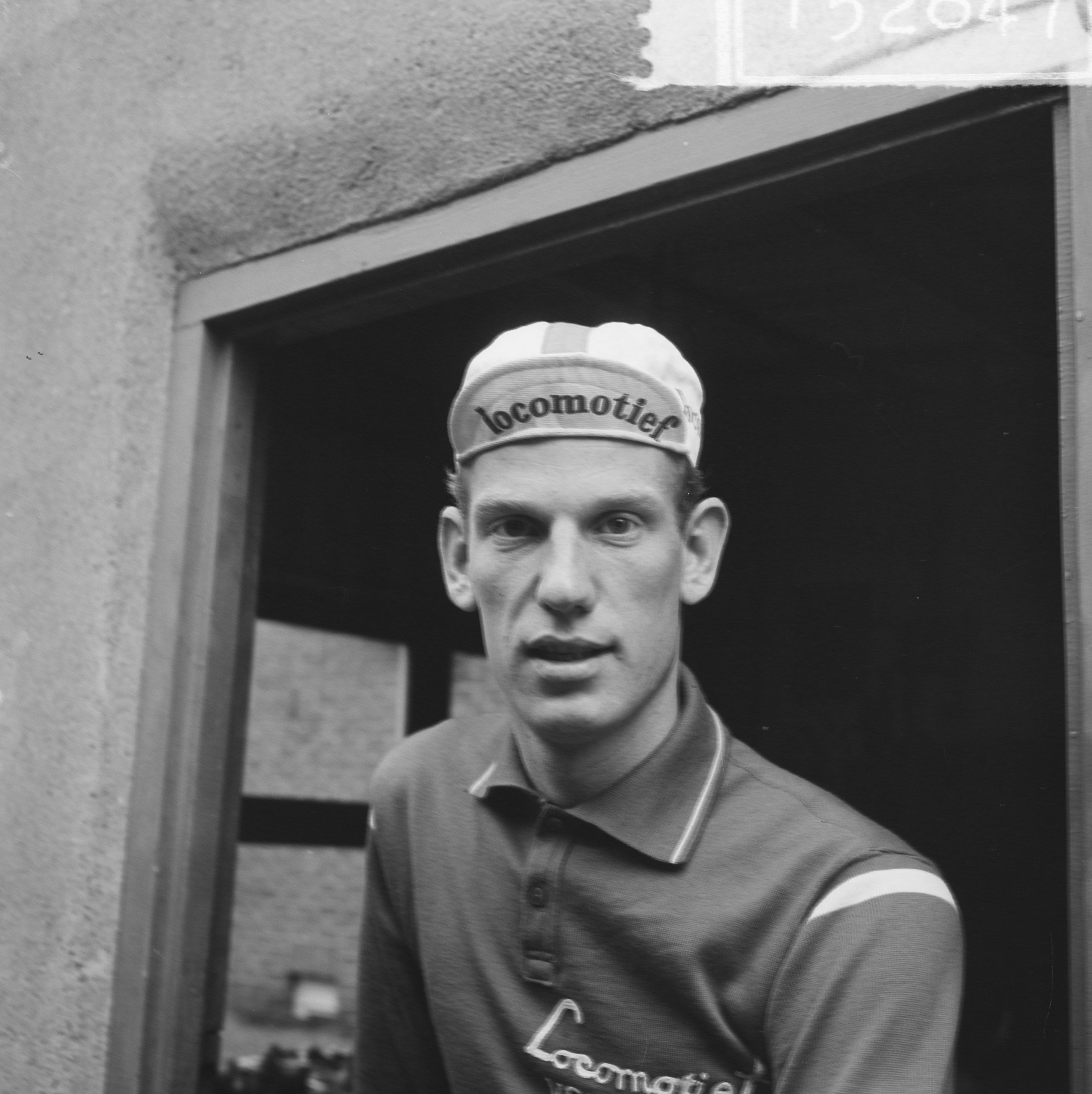
Lex van Kreuningen, Juni 1963

Pieter Alex „Lex“ van Kreuningen (* 29. September 1937 in Utrecht) ist ein ehemaliger niederländischer Radrennfahrer.

## Sportliche Laufbahn
Lex van Kreuningen war Teilnehmer der Olympischen Sommerspiele 1960 in Rom. Im olympischen Straßenrennen schied er beim Sieg von Wiktor Kapitonow aus. Im Mannschaftszeitfahren wurde er mit dem Vierer der Niederlande mit Jan Hugens, René Lotz und Ab Sluis Vierter.
Als Amateur gewann er 1959 zwei Etappen der Bulgarien-Rundfahrt, die er als Zweiter der Gesamtwertung hinter Bojan Kozew beendete. 1960 gewann er in diesem Etappenrennen erneut einen Abschnitt. 1960 gewann er zudem die niederländische Ronde van Limburg und 1962 eine Etappe der Tour de l’Avenir.
Die Ronde van Nederland gewann er 1963 mit einem Etappensieg. In der Tour de l’Avenir siegte er erneut auf einem Tagesabschnitt und gewann auch eine Etappe der Belgien-Rundfahrt für Unabhängige.
1961 wurde er Berufsfahrer im Radsportteam Helyett-Hutchinson, in dem Jacques Anquetil Kapitän war. Bis 1964 blieb er als Profi aktiv.